# Церно-Жабенець
Церно-Жабенець (пол. Cierno-Żabieniec) — село в Польщі, у гміні Нагловиці Єнджейовського повіту Свентокшиського воєводства.
Населення — 431 особа (2011).
У 1975-1998 роках село належало до Келецького воєводства.

## Демографія
Демографічна структура на день 31 березня 2011 року:
|          | Загалом | Допрацездатний вік | Працездатний вік | Постпрацездатний вік |
| -------- | ------- | ------------------ | ---------------- | -------------------- |
| Чоловіки | 211     | 46                 | 141              | 24                   |
| Жінки    | 220     | 54                 | 119              | 47                   |
| Разом    | 431     | 100                | 260              | 71                   |